# Провинција Аки
Аки (јап. 安藝國/安芸国) је једна од 66 историјских провинција Јапана, која је постојала од почетка 8. века (закон Таихо из 703. године) до Мејџи реформи у другој половини 19. века. Аки се налазио на западном делу острва Хоншу, на обали Унутрашњег мора.
Царским декретом од 29. августа 1871. све постојеће провинције замењене су префектурама. Територија Акија одговара западном делу данашње префектуре Хирошима.

## Географија
Аки је на југу излазио на Унутрашње море. На северу се граничио са провинцијом Ивами, на западу са провинцијом Суо, а на истоку са провинцијом Бинго.